# Brigitte Macron
Brigitte Marie-Claude Macron (nhũ danh Trogneux, trước đây là Auzière; sinh ngày 13 tháng 4 năm 1953 là một giáo viên trung học, là phu nhân của Emmanuel Macron, Đương kim Tổng thống Cộng hòa Pháp và là Vương phi hiện tại của Andorra. Bà từng giảng dạy văn học tại lycée Saint-Louis de Gonzague tại Paris.

## Tiểu sử
Bà Brigitte Macron tên khai sinh là Brigitte Marie-Claude Trogneux và chào đời tại Amiens, Pháp. Cha mẹ bà là Simone (nhũ danh Pujol, 1910-1998) và Jean Trogneux (1909-1994), chủ nhân của Chocolaterie Trogneux thế hệ năm, thành lập năm 1872 tại Amiens - công ty, nay được gọi là Jean Trogneux, được điều hành bởi cháu trai, Jean-Alexandre Trogneux. Bà là con út trong sáu người con của họ.

## Nghề nghiệp
Brigitte Auzière đã dạy văn học tại trường Collage Lucie-Berger ở Strasbourg vào những năm 1980. Vào những năm 1990, Brigitte đã dạy tiếng Pháp và tiếng Latin tại Lycée la Providence, một trường trung học Dòng Tên ở Amiens. Chính tại trường trung học mà bà và Emmanuel Macron lần đầu tiên gặp nhau. Cậu là học sinh trong lớp học văn học của bà và bà cũng phụ trách lớp học của nhà hát mà cậu theo học. Mối tình lãng mạn của họ không điển hình do bà hơn cậu đến 24 năm và 8 tháng, và Macron mô tả nó như là "một tình yêu thường được bí mật, thường bị che giấu, hiểu lầm bởi nhiều người trước khi áp đặt chính nó".

## Chính trị
Brigitte Auzière tranh cử vào hội đồng thành phố Truchtersheim vào năm 1989 nhưng bị thua. Đó là lần duy nhất bà tranh cử vào chức vụ này.
Brigitte Macron đóng một vai trò tích cực trong chiến dịch tranh cử Tổng thống của chồng; Một cố vấn hàng đầu đã được trích dẫn là nói rằng "sự hiện diện của bà ấy là điều cần thiết cho ông ấy". Macron từng nói rằng khi chiến thắng trong Bầu cử Tổng thống Pháp, vợ ông "sẽ có vai trò mà bà ấy luôn có với tôi, bà ấy sẽ không bị giấu đi".

## Cuộc sống cá nhân
Vào ngày 22 tháng 6 năm 1974, Brigitte kết hôn với chủ ngân hàng André-Louis Auzière và họ đã có với nhau ba đứa con: Sébastien Auzière sinh 1975, Laurence Auzière-Jourdan sinh 1977 là một bác sĩ về tim mạch và Typhaine Auzière sinh 1984. Họ sống ở Truchtersheim cho đến năm 1991, khi họ chuyển đến Amiens. Bà đã ly dị Auzière vào năm 2006 và kết hôn với Macron năm 2007.